# Bart Deelkens
Bart Deelkens (* 25. April 1978 in Hasselt) ist ein ehemaliger belgischer Fußballtorwart.

## Karriere
Deelkens begann seine Profikarriere im Jahr 1998 beim KVC Westerlo. Ab 2000 wurde er regelmäßig eingesetzt und gewann 2001 den nationalen Pokal. Im Sommer 2005 wechselte er in die Niederlande zum MVV Maastricht und anschließend im Januar 2006 zum belgischen Club VV St. Truiden. Nachdem er seit Juli 2007 für den KSK Beveren gespielt hatte, kehrte er im Juli 2008 zum KVC Westerlo zurück. Hier spielte er bis 2013 und schloss sich dann dem KFC Oosterzonen Oosterwijk an. Von 2016 bis 2018 stand er dann beim KFC Houtvenne unter Vertrag und beendete dort seine aktive Karriere.

## Erfolge
- Belgischer Pokalsieger: 2001